# Jacobus Engelsma Mebius

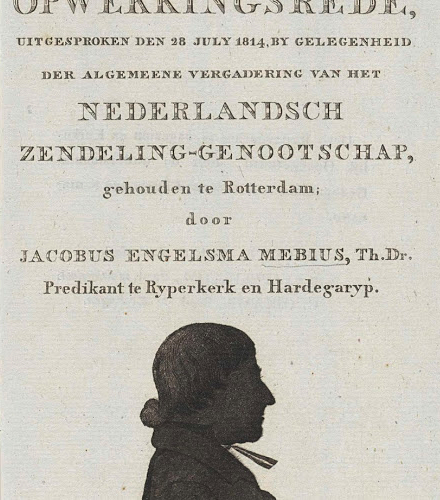
Portret (profiel) van Jacobus Engelsma Mebius (in: Opwekkingsrede, 1814). Kunstenaar: Leonardus Schweickhardt (1783-1862).

Jacobus Engelsma Mebius (Nijehaske, 25 januari 1749 — Hardegarijp, 30 januari 1838) was een Friese predikant en schrijver. Hij was ruim 60 jaar als predikant werkzaam, waarvan de laatste 41 jaar in Rijperkerk en Hardegarijp.
Mebius was lid van de kerkelijke commissie in Friesland (1800-1802), was medeoprichter van het Nederlandse Zendelinggenootschap en richtte enkele Friese afdelingen van het Bijbelgenootschap op.
In 1809 werd Mebius benoemd tot doctor honoris causa door de hogeschool van Harderwijk. Hij was betrokken bij het Haagsch Genootschap ter bestrijding van de neologie, waar hij voor twee theologische verhandelingen een gouden medaille won.
Hij schreef onder meer Hoseas uit het Hebreeuwsch vertaald (Utrecht, 1799) en Gedenkwaardigheden uit de scheppings- en aartsvaderlijke geschiedenis (3 dln., Utrecht, 1799-1800).

## Levensloop
Jacobus Engelsma Mebius was de zoon van predikant Theodorus Ernestus Mebessen (of: Mebius) en Froukje Engelsma. Hij had een jongere zuster, Christina. Zijn vader leerde hem lezen en schrijven en onderwees hem vanaf zijn vijfde jaar in Latijn. Toen zijn vader twee of drie later op jonge leeftijd stierf (in 1757), werd Jacobus vier jaar lang onderwezen door zijn grootvader van moeders kant, Jacobus Engelsma (predikant in Gorredijk en schrijver van de Volglijst van predikanten). Van zijn grootvader leerde Jacobus naast Latijn ook Grieks. Hij was vernoemd naar deze grootvader (die geen zoon had), waarbij de familienaam Engelsma aan zijn achternaam was toegevoegd.
Na de Latijnse school in Leeuwarden, werd hij vanaf 1762 student aan de Hogeschool in Franeker. Na het schrijven van zijn dissertatie, studeerde hij in 1769 aan de hogeschool van Utrecht bij hoogleraar Bonnet. Mogelijk was hij, net als zijn grootvader, begunstigde van het Kruis- of Doumaleen in Oldeboorn (waarmee (theologie)studies werden bekostigd).

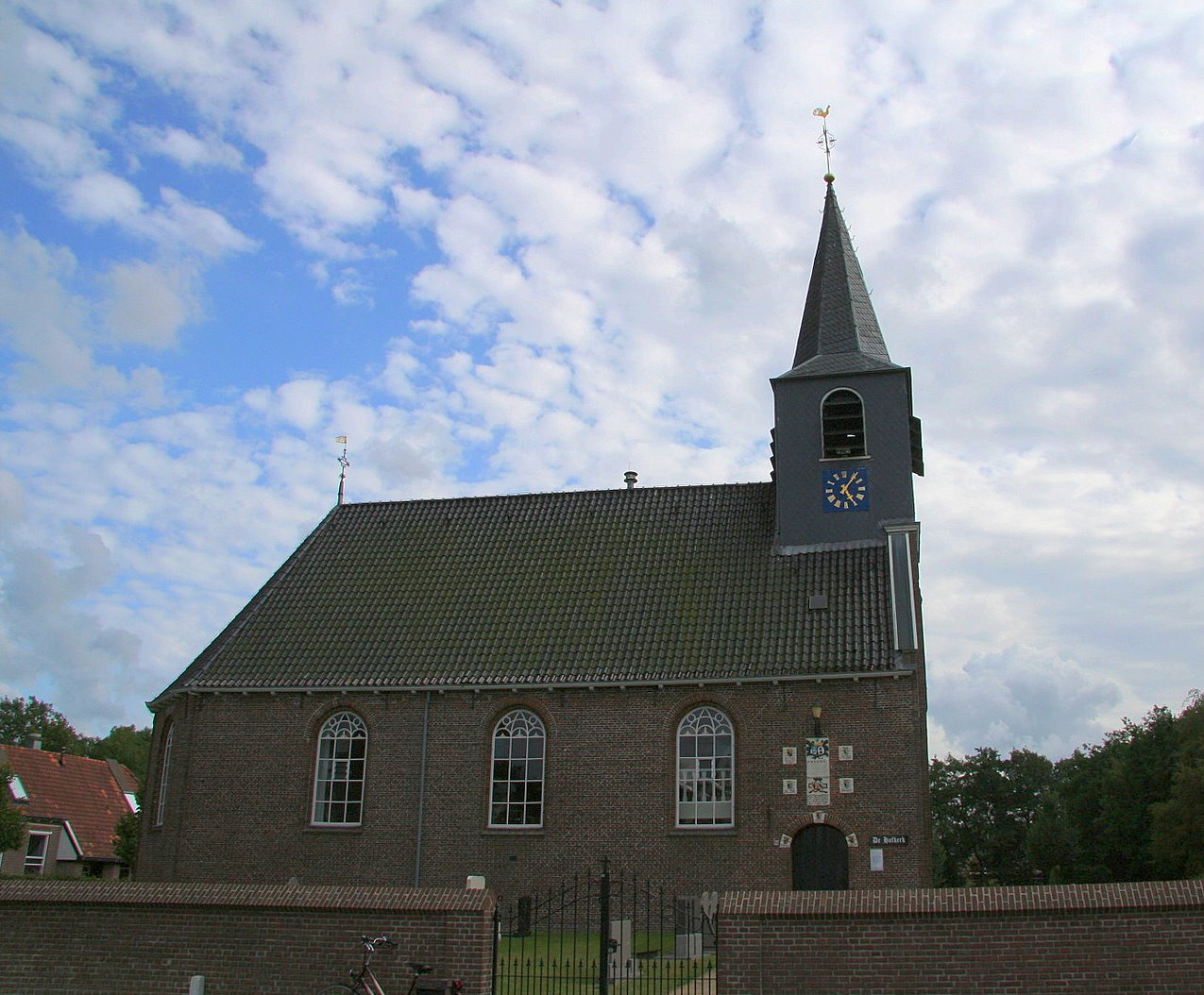
De Hofkerk in Hardegarijp (uit 1711).

Hij werd achtereenvolgens beroepen in Ureterp en Sigerswoude (1769-1775), Aengwirden (1775-1781), Oldeboorn en Nes (1781-1785), Jorwerd (1785-1789) en Rijperkerk en Hardegarijp (1789-1830). In de autobiografische passages van zijn redevoering in 1819 (bij zijn 50-jarige predikantschap) blikt hij op al deze gemeentes terug.
Jacobus Engelsma Mebius trouwde tweemaal. In 1775 huwde hij Elisabeth Wybes (gest. 1800). Zij kregen vijf kinderen: Wybe, Theodorus, Margje, Froukje en Martinus. Twee van zijn zoons werden eveneens predikant: Wybe Engelsma Mebius (onder meer in St. Jacobi Parochie) en Theodorus Engelsma Mebius (in Beers). 
In 1807 trouwde hij met Anna Cloppenburg (gest. 1842). Zij kregen geen kinderen.
In juni 1815 werd Mebius, toen 66 jaar oud, plotseling blind. Hoewel zijn linkeroog eerst nog herstelde, verloor hij in het voorjaar erna voorgoed het zicht in beide ogen. Hij bleef echter als predikant werkzaam. In 1829 vierde hij zijn 60-jarige ambtsjubileum. Na zijn emeritaat, in 1830 (81 jaar oud), werd hij doof en kinds. Hij stierf op 89-jarige leeftijd.
Na zijn overlijden verscheen er een necrologie in de Algemeene konst- en letterbode (dl. 2, 1838).

## Autobiografische passages Mebius
In de redevoering die Jacobus Engelsma Mebius uitsprak ter gelegenheid van zijn vijftigjarige evangeliedienst in vijf Friese gemeenten (uitgesproken op 31 oktober 1819 te Rijperkerk), blikt hij uitgebreid terug op zijn 50-jarige predikantschap, zijn jeugd en zijn onverwachte blindheid.
Mebius vangt de rede aan met het moment dat hij blind wordt:

"Toen ik den vierden Junij 1815 het dienstwerk in de Vakante Gemeente te Eernewoude waargenomen had, bragt de buitengewone koude van dien dag bij mij eene verslapping en verders eene vertrekking der spieren in het linker gedeelte van mijn gansche hoofd voort; met dat gevolg, dat ook door de sterke trekking der spieren van de regter zijde mijn rechter oog van stonden aan van het zicht beroofd werd. Ofschoon nu deze vertrekking der spieren aan de linker zijde door het aanwenden van gepaste middelen onder Gods zegen nog gelukkig hersteld werd, verloor ook mijn linker oog in het volgende voorjaar het gezigts vermogen. In den daarop volgenden zomer werd ik ook door Gal- en Zinkingskoortsen zoodanig verzwakt, dat ik niet dan met hulp van anderen mijn huis konde langs gaan, en het scheen dus, dat ik wel haast mijn ambt geheel zoude moeten nederleggen."

Mebius voelde zich echter gesterkt door een zin uit het Nieuwe Testament, "Mijne genade is U genoeg; want mijne kracht wordt in zwakheid volbragt" (II Cor. XII, vs. 9), en hij pakte zijn werkzaamheden weer op:

"Hier door werd ik dan ook opgewekt tot vertrouwen, dat, ofschoon het mijnen alwijzen Heer niet behaagde mijn gezicht te herstellen, zijne genade mij nogthans genoegzaam konde in staat stellen, om het heilig dienstwerk nog eenigen tijd waartenemen; daar zijne kracht in dat geval ook te meer in mijne zwakheid kon verheerlijkt worden. Hier door dus werd ik aangemoedigd bij aanvankelijke herstelling uit de ziekte, om bekend te maken, dat ik voornemens was, zoo het den Heer behaagde, om wederom zelf den volgenden Zondag morgen het predikwerk optevatten, ja zelfs des saturdags avonds verzocht zijnde om den volgenden nademiddag een kind te doopen, verrichte ik ook den ganschen dag tot mijne en veler verwondering het geheele werk zonder aanmerkelijke vermoeijing."

Vanaf bladzijde 14 (citaten na te lezen in de voetnoten) schrijft hij uitgebreid over zijn vroege jeugd, zijn vader en grootvader en zijn studententijd. Hij noemt zijn ouders "waarde en teederlievende ouders" en stelt dat het gemis aan een openbare school werd goedgemaakt doordat zijn vader hem thuis kon onderwijzen. Zijn vader leert hem vanaf zijn vijfde jaar Latijn, tot aan zijn overlijden in 1757.  Hij gaat dan bij zijn grootvader van moederszijde, Jacobus Engelsma, op de Gordijk wonen en deze leert hem tevens Grieks. In 1763 brengt zijn grootvader hem hoogstpersoonlijk naar de hoge school te Franeker, maar wordt op de terugreis verkouden en aan zijn werkzame leven komt een einde. Tweemaal wordt Jacobus Engelsma Mebius zelf ernstig ziek: eenmaal door een galkoorts op de Gordijk, en eenmaal door roodvonk in Leeuwarden.
Vijf jaar studeert hij in Leeuwarden en één jaar in Utrecht. Achteraf denkt hij met schrik aan zijn eerste twee studiejaren terug (hij is dan veertien jaar oud): hij verkeert onder "losbandige jonge lieden" en brengt veel tijd door met spel en vrolijke gezelschappen. Hoewel hij nooit vloekt, begint hij wel te twijfelen aan godsdienst en aan de goddelijkheid van Christus.

"Ook bragten spotternijen met den geopenbaarden Godsdienst, die ik van anderen hoorde, eene klein-achting voor den zelven, ja eene twijfeling omtrent zijne goddelijke afkomst bij mij voort, zoo dat ik reeds overhelde om Mozes en Christus gelijk te stellen met Numa Pompilius en andere ouden, die het met hun volk wel meenden, en hun goede wetten voorschreven (...). Dan aan het einde van mijn tweede jaar, werd ik, geheel strijdig met mijne voorgaande bedoeling, ik weet als nog bijna niet door welke eigenlijke geheime beweegreden, ongemerkt overgehaald om het laatste [de Godgeleerdheid] te verkiezen" (blz. 16-17).

In de zomervakantie begint hij "Oostersche talen" te leren. Zijn doel van zijn theologiestudie is niet "door het examen te komen", maar "om van mijne twijfelingen genezen te worden" (blz. 17). Pas in Utrecht vindt hij vrede en rust en voelt hij het vertrouwen om de evangeliedienst te aanvaarden.
In 1769, hij is dan twintig jaar oud, wordt hij, na een preek in de vacante gemeente Ureterp, beroepen in Ureterp en Zijgerswolde. Hij moet echter in september van dat jaar nog examen doen.
Hij haalt tot slot nog vele bladzijden lang herinneringen op aan alle verschillende gemeenten, zoals zijn beginnersmoeilijkheden als jonge, beginnende predikant en dat hij zijn 'geliefde gemeente' Jorwerd moest verlaten, omdat hij met de komst van meer kinderen een ruimer inkomen nodig had.

## Werken (selectie)
- Dissertatio philologica-exegetica continens observationes miscellaneas de vero, et genuino sensu quorumdam selectorum locorum sacri codicis (proefschrift Franeker, 1768)
- Verhandeling, ingericht om te betoogen, dat de erkentenis der leerstukken en verborgenheden, in de heilige Schriften vervat , in zulk een onafscheidelijk verband staat met de menschlijke gelukzaligheid, als de beoefening der zedenplichten, in dezelve aangedrongen (Genootschap tot Verdediging van den Christelijken Godsdienst (Haagsch Genootschap), 1787). Bekroond met een zilveren medaille.
- Verhandeling, in welken het onderzoek der Heilige Schrift den Christenen, zoo voor zigzelven, als met hunne huisgenooten, aangepreezen, en tevens aangetoond wordt, hoe hetzelve, op de meest gevoeglijk wijze, tot regt verstand en troostvolle bevestiging der waarheid kan worden in het werk gesteld (Genootschap tot Verdediging van den Christelijken Godsdienst (Haagsch Genootschap), 1789). Bekroond met een gouden medaille.
- Verhandeling, ten betooge, dat de weg tot waare gelukzaligheid, in deezen staat van algemeen bederf, voor alle menschen, wat het wezenlijke betreft, een en dezelfde zijn, en door eene godlijke openbaring moet bekend worden (Genootschap tot Verdediging van den Christelijken Godsdienst (Haagsch Genootschap), 1790). Bekroond met gouden medaille.
- Jezus verheerlijkt in de genezing van een kreupel geborene (Leeuwarden, 1792)
- Hoseas, uit het Hebreeuwsch vertaald (Utrecht, 1799)
- Aanmerkingen over eene verhandeling, genaamd: de leer der verkiezing of verwerping eenvoudiger gemaakt (Utrecht, 1799)
- Gedenkwaardigheden uit de scheppings- en aartsvaderlijke geschiedenis (3 dln., Utrecht, 1799-1800)
- Opwekkingsrede, uitgesproken den 28 july 1814, by gelegenheid der algemeene vergadering van het Nederlandsch Zendeling-Genootschap, gehouden te Rotterdam (Rotterdam, 1814). Met portret.
- Leerrede over II Cor. XII vs. 9, ter gelegenheid, zoo van het gedachtenis-feest, der gezegende Kerkhervorming, als ter viering van het jubelfeest, van zijnen vijftigjarigen evangeliedienst, in vijf Vriesche gemeenten : uitgesproken op den 31sten october 1819, te Rijperkerk (Leeuwarden, 1820)

## Handschrift
- Er is een handgeschreven tekst bewaard gebleven van Jacobus Engelsma Mebius (uit 1768) in het album amicorum van de predikant Daniel Albertus Reguleth (1748-1794). Dit album is in bezit van de KB in Den Haag.